# Pilliranta
Pilliranta eller Kurujärvi var en by med samisk befolkning i kommunen Sodankylä i den ekonomiska regionen Norra Lappland och landskapet Lappland i Finland. Byn bestod av tre hus och saknade vägförbindelse. Befolkningen evakuerades under Lapplandskriget men till skillnad från de flesta andra byarna i trakten brändes Pilliranta inte ned, utan befolkningen kunde flytta tillbaka omedelbart efter tyskarnas reträtt.
När Lokka bassäng anlades i slutet av 1960-talet dämdes byn över och platsen där byn låg är nu en ö. Öns area är 27,7 hektar och dess största längd är 0,9 kilometer i nord-sydlig riktning.